# Olympische Winterspiele 1992/Teilnehmer (China)
| Gelbes Symbol für Goldmedaillen mit stilisierten Olympischen Ringen | Graues Symbol für Silbermedaillen mit stilisierten Olympischen Ringen | Braundes Symbol für Bronzemedaillen mit stilisierten Olympischen Ringen |
| ------------------------------------------------------------------- | --------------------------------------------------------------------- | ----------------------------------------------------------------------- |
| —                                                                   | 3                                                                     | —                                                                       |

Die Volksrepublik China nahm an den Olympischen Winterspielen 1992 im französischen Albertville mit einer Delegation von 32 Athleten in sechs Disziplinen teil, davon 12 Männer und 20 Frauen. China gewann insgesamt drei Silbermedaillen und platzierte sich damit auf Rang 15 im Medaillenspiegel.
Fahnenträger bei der Eröffnungsfeier war der Eisschnellläufer Song Chen.

## Teilnehmer nach Sportarten

### Biathlon
Männer
- Song Wenbin
10 km Sprint: 63. Platz (29:39,3 min)
20 km Einzel: 82. Platz (1:10:39,7 h)
4 × 7,5 km Staffel: 17. Platz (1:33:52,4 h)

- Tan Hongbin
10 km Sprint: 70. Platz (29:55,9 min)
20 km Einzel: 75. Platz (1:07:24,1 h)
4 × 7,5 km Staffel: 17. Platz (1:33:52,4 h)

- Tang Guoliang
10 km Sprint: 75. Platz (30:22,6 min)
20 km Einzel: 52. Platz (1:03:39,1 h)
4 × 7,5 km Staffel: 17. Platz (1:33:52,4 h)

- Wang Weiyi
10 km Sprint: 71. Platz (30:06,0 min)
20 km Einzel: 50. Platz (1:03:30,0 h)
4 × 7,5 km Staffel: 17. Platz (1:33:52,4 h)

Frauen
- Liu Giulan
7,5 km Sprint: Rennen nicht beendet
15 km Einzel: 49. Platz (59:55,4 min)
3 × 7,5 km Staffel: 12. Platz (1:23:51,0 h)

- Song Aiqin
7,5 km Sprint: 29. Platz (27:21,2 min)
15 km Einzel: 30. Platz (57:31,3 min)
3 × 7,5 km Staffel: 12. Platz (1:23:51,0 h)

- Wang Jinfen
7,5 km Sprint: 35. Platz (27:53,2 min)
15 km Einzel: 65. Platz (1:03:53,0 h)

- Wang Jinping
7,5 km Sprint: 52. Platz (28:42,4 min)
15 km Einzel: 61. Platz (1:03:01,1 h)
3 × 7,5 km Staffel: 12. Platz (1:23:51,0 h)

### Eiskunstlauf
Männer
- Zhang Shubin
nicht für die Kür qualifiziert

Frauen
- Chen Lu
6. Platz (10,5)

Eistanz
- Han Bing & Yang Hui
18. Platz (36,0)

### Eisschnelllauf
Männer
- Dai Jun
500 m: 27. Platz (38,51 s)
1000 m: 40. Platz (1:19,21 min)

- Liu Hongbo
500 m: 11. Platz (37,66 s)
1000 m: 18. Platz (1:16,50 min)
1500 m: 27. Platz (2:00,36 min)
5000 m: 27. Platz (2:00,36 min)

- Liu Yanfei
1000 m: 30. Platz (1:17,59 min)
1500 m: 18. Platz (1:58,44 min)
5000 m: 24. Platz (7:25,56 min)

- Song Chen
500 m: 9. Platz (37,58 s)
1000 m: 21. Platz (1:16,74 min)

Frauen
- Liu Yuexi
500 m: 19. Platz (41,85 s)
1000 m: 22. Platz (1:24,71 min)

- Liu Junhong
1500 m: 24. Platz (2:11,61 min)
3000 m: 26. Platz (4:49,13 min)
5000 m: 16. Platz (8:04,31 min)

- Wang Xiuli
500 m: Rennen nicht beendet

- Xue Ruihong
500 m: 13. Platz (41,47 s)
1000 m: 27. Platz (1:25,11 min)

- Ye Qiaobo
500 m: Silber  (40,51 s)
1000 m: Silber  (1:21,92 min)

- Zhang Qing
1500 m: 23. Platz (2:11,26 min)
3000 m: 21. Platz (4:39,46 min)
5000 m: 18. Platz (8:04,71 min)

### Shorttrack
Männer
- Li Lianli
1000 m: 13. Platz (im Viertelfinale ausgeschieden)

Frauen
- Li Changxiang
3000-m-Staffel: disqualifiziert

- Li Yan
500 m: Silber  (47,08 s)
3000-m-Staffel: disqualifiziert

- Wang Xiulan
500 m: 8. Platz (1:34,12 min)
3000-m-Staffel: disqualifiziert

- Zhang Yanmei
500 m: disqualifiziert
3000-m-Staffel: disqualifiziert

### Ski Alpin
Frauen
- Li Xueqin
Super-G: 47. Platz (1:48,86 min)
Riesenslalom: 35. Platz (2:45,79 min)
Slalom: 39. Platz (2:12,55 min)

- Liu Yali
Super-G: 45. Platz (1:43,50 min)
Riesenslalom: 38. Platz (2:51,12 min)
Slalom: 33. Platz (2:01,44 min)

### Skilanglauf
Männer
- Wu Jintao
10 km klassisch: 80. Platz (34:45,9 min)
15 km Verfolgung: 72. Platz (51:30,6 min)
30 km klassisch: 68. Platz (1:38:54,5 h)
50 km Freistil: 62. Platz (2:29:59,7 h)

Frauen
- Gong Guiping
5 km klassisch: 57. Platz (17:48,0 min)
10 km Verfolgung: 55. Platz (36:46,3 min)
15 km klassisch: 46. Platz (50:56,3 min)
30 km Freistil: 53. Platz (1:43:08,2 h)

- Wang Yan
5 km klassisch: 58. Platz (17:56,8 min)
10 km Verfolgung: 56. Platz (38:30,3 min)
15 km klassisch: 47. Platz (50:57,3 min)
30 km Freistil: 54. Platz (1:49:08,5 h)